# 菅野大志
菅野 大志（かんの だいし、1978年7月8日 - ）は、日本の政治家。山形県西村山郡西川町長（1期）。

## 来歴
山形県西村山郡西川町大字吉川出身。山形県立寒河江高等学校卒業後、早稲田大学人間科学部に進学。大学卒業後の2001年、財務省東北財務局にノンキャリア官僚として入局。2006年からは金融庁監督局銀行第一課、財務省東北財務局金融監督第一課、金融庁総合政策局地域課題解決支援チーム、金融庁監督局総務課地域課題解決支援室、内閣官房まち・ひと・しごと創生本部事務局、内閣官房デジタル田園都市国家構想実現会議事務局を務めた。
2022年4月17日投票の西川町長選挙に立候補。国会議員の野田聖子、若宮健嗣、鈴木憲和らの支援を受け、元山形県庁職員で元連合山形会長である大泉敏男との一騎打ちの選挙戦を制して初当選した。
※当日有権者数：4,291人 最終投票率：87.04%（前回比：2.3pts）
| 候補者名 | 年齢 | 所属党派 | 新旧別 | 得票数  | 得票率 | 推薦・支持 |
| -------- | ---- | -------- | ------ | ------- | ------ | ---------- |
| 菅野大志 | 43   | 無所属   | 新     | 2,493票 | 67.03% |            |
| 大泉敏男 | 67   | 無所属   | 新     | 1,226票 | 32.97% |            |

## 不祥事
- 2023年12月10日の西川町議会12月定例会で、議長の許可なく議場内をスマートフォンで撮影し、画像をSNS上に公開したとして、議長らから口頭で注意を受けた。菅野町長は読売新聞の取材に対し「議員の居眠りが以前から相次いでいたため、投稿してしまった。撮影に許可が必要というルールを把握していなかった」と釈明した[6]。

- 2024年秋ごろ、住民参加型の水道維持事業を担当していた男性職員が年度内での退職を申し出た。同年12月10日、菅野は、担当業務について「責任もって遂行することを誓う」とした手書きの誓約書を男性職員に対し示し、署名を求めた。翌11日、職員が署名を拒否したところ、菅野はジャンバーを押さえて町長室に連れ込んだとされる。男性職員は2025年3月31日付で退職し、4月1日、山形地方法務局に人権救済の申し立てを行った。4月2日、菅野は会見で経緯を説明し、「あくまで指導だった」とパワハラを否定したうえで、謝罪した[7][8][9]。